# Tout le monde veut prendre sa place
 (août 2025).
Tout le monde veut prendre sa place, parfois abrégé TLMVPSP, est un jeu télévisé français, diffusé de façon quotidienne à midi, sur France 2, depuis le 3 juillet 2006. Le jeu est présenté par Nagui du 3 juillet 2006 au 22 juillet 2021, par Laurence Boccolini entre le 9 août 2021 et le 3 août 2023, par Jarry du 5 août 2023 au 25 juillet 2024 et par Cyril Féraud depuis le 9 septembre 2024.
L'émission est coproduite par Air Productions et Effervescence puis uniquement par Effervescence à la suite du départ de Nagui. Avec l'arrivée de Cyril Féraud, l'émission est depuis lors coproduite par Effervescence et CyrilProd. La musique originale du générique est signée par le compositeur et réalisateur français Gérard Pullicino.

## Historique

### Diffusion
France 2 lance le jeu le 3 juillet 2006 pour relancer la case du midi, après la baisse d'audience de La Cible qui perd l'avantage sur cette tranche horaire face à Attention à la marche !.
Nagui présente le jeu qui gagne en audience au fil des années et finit par supplanter le jeu de TF1 sur sa tranche horaire.
Attention à la marche se termine le 26 juin 2010 pour laisser place aux Douze Coups de midi qui, petit à petit, bat l'émission de France 2

### Présentation
L'émission est présentée par Nagui dès son lancement le 3 juillet 2006 jusqu'au 22 juillet 2021.
Le 14 avril 2021, ce dernier annonce son choix d'arrêter la présentation du jeu. Interrogé par Le Parisien, il en détaille les raisons : « J'avais des envies de faire évoluer cette émission, de la moderniser un tout petit peu. Chaque fois que je proposais des idées, elles n'aboutissaient pas. Peut-être par peur d'un rejet des téléspectateurs. Résultat, ça fait quinze ans que c'est exactement le même jeu qu'au premier jour. [...] Ce jeu conçu pour durer une demi-heure est passé à quarante-cinq minutes sans changer le concept, ni le nombre de questions. Dans la première partie, les interviews prennent donc autant, voire plus, d'importance que le reste. [...] Au final, c'est mieux pour tout le monde. J'en ai informé par courrier France 2 et la boîte Effervescence, avec qui je produis Tout le monde veut prendre sa place. [...] Ce qui est sûr, c'est que le jeu va continuer avec quelqu'un d'autre. Ça va faire du bien à l'émission et permettre d'y mettre autre chose. Il y a plein de personnes capables de tenir la boutique. Mais on ne m'a pas demandé mon avis,. »
Invité le soir même de l'émission C à vous, il ajoute, après avoir visionné un extrait des premières émissions en 2006 : « C'est exactement le même conducteur, c'est le même timing, c'est exactement la même. Donc dès l'instant où j'ai voulu apporter quelques modifications prétentieuses de vouloir moderniser ce jeu, [...] ça n'a pas été possible, c'est une coproduction, on ne s'est pas entendu et ça reposait trop sur la tchatche. »
Le 8 juin 2021, Laurence Boccolini est choisie pour succéder à Nagui à partir du 9 août 2021 selon les informations du Parisien. Un nouveau décor et une refonte des règles de la première manche sont faites. Les premières émissions présentées par Laurence Boccolini sont marquées par une diminution de l'audience.
Dans une interview accordée au site Puremédias le 25 juin 2023, Laurence Boccolini annonce qu'elle quitte la présentation de l'émission à la rentrée.
Le 11 juillet 2023, Jarry est choisi pour succéder à Laurence Boccolini, sa première émission est diffusée le 5 août 2023.
Le 4 avril 2024, Jarry annonce, via son compte Instagram, arrêter la présentation de l’émission pour se consacrer à son spectacle.
Le 27 avril 2024, Cyril Féraud est choisi pour succéder à Jarry ,.

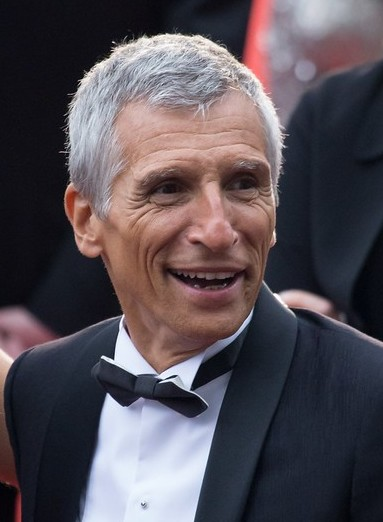
Nagui, présentateur de l'émission de 2006 à 2021.

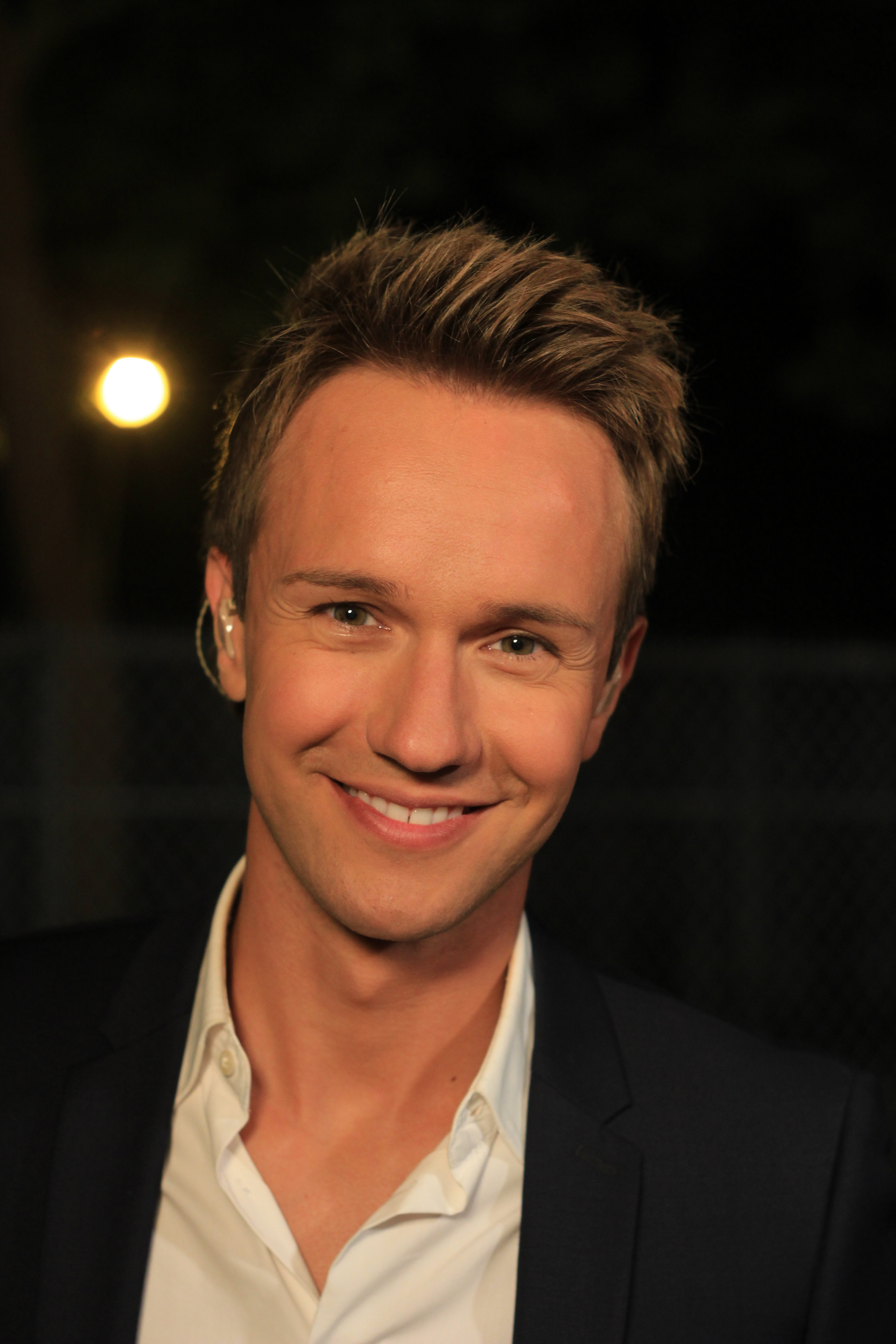
Le jeu est présenté par Cyril Féraud depuis le 9 septembre 2024.

### Diffusion
L'émission est diffusée du 3 juillet 2006 au 31 mai 2008 du lundi au samedi (exceptionnellement le dimanche 14 octobre 2007), puis tous les jours à partir du 1er juin 2008.
- en France, l'émission est diffusée sur France 2 à midi et rediffusée sur TV5 Monde (du lundi au dimanche) à 11 h 15 et 19 h 30[13] ;
- en Belgique, l'émission est diffusée sur La Deux (mai 2009-23 septembre 2018) et La Une (24 septembre 2018-juillet 2019) avec un jour ou quelques jours d'avance sur la diffusion française, à 18 heureseures et rediffusion le lendemain à 11 heures (jusqu'en 2016) ;
- au Québec, l'émission est diffusée sur TV5 Québec Canada à 17 heures.

Du 20 avril au 17 mai 2020, avec l'interruption des tournages due à la pandémie de Covid-19, la chaîne et la production n'ayant plus de numéros inédits, rediffusent d'anciennes émissions, notamment celles avec Marie-Christine, la candidate la plus titrée du jeu.

## Principes du jeu

### Le jeu
Six candidats jouent, en répondant à des questions de culture générale, pour devenir le challenger du jour et affronter, en fin d'émission, le champion en titre, dans le but de lui prendre sa place, d'où le titre de l'émission. Une particularité du jeu réside dans le fait que le champion conserve sa place d'émission en émission et cumule ses gains tant qu'il n'est pas vaincu par un challenger (voir ci-dessous, Finale / Le Défi)
L'ensemble des questions posées dans l'émission est sous forme de Duo, Carré, ou Cash et le nombre de points dépend du mode de réponse : 
| Modes de réponse | Nombre de points | Nombre de propositions de réponses |
| ---------------- | ---------------- | ---------------------------------- |
| Duo              | +1 point         | 2 propositions de réponses         |
| Carré            | +3 points        | 4 propositions de réponses         |
| Cash             | +5 points        | Aucune proposition de réponse      |

#### Première manche:Les Qualifs
Durant la phase des Qualifs, six candidats (généralement trois hommes et trois femmes) répondent chacun à cinq questions : trois questions collectives (une en duo, une en carré et une en cash) et deux questions par candidat (mode de réponse au choix).
Le score maximal est donc de 19 points dans cette première manche et le nombre de questions posées en tout est de quinze.
Les quatre candidats ayant remporté le plus de points sont qualifiés pour la phase suivante. En cas d'égalité, l’animateur pose une question ouverte dont la réponse est un nombre ; le ou les candidats les plus proches de la bonne réponse sont repêchés.

#### Deuxième manche:La Compet'
Les candidats sont interrogés sur un thème dont l'intitulé leur a été communiqué avant le tournage et sur lequel ils ont donc pu se documenter. Huit questions sont posées à tous les candidats (trois duo, trois carré et deux cash), plus une neuvième, dite "super cash", une question cash attribuée à chaque candidat par le champion ; elle rapporte 5 points en cas de bonne réponse, mais en fait perdre 5 dans le cas contraire. Le score maximal possible à la Compet' est de 27 points.
Le candidat au score le plus élevé à la fin de l'épreuve devient le challenger du jour. En cas d'égalité, le champion choisit son challenger parmi les candidats en tête.

#### Finale:Le Défi
Quatre thèmes sont proposés aux deux candidats. Le champion choisit le thème du challenger puis le sien ; s’il donne au challenger le thème qu'il souhaitait, il l’apprend à ce moment-là par un jingle. Ce choix est stratégique : le champion doit marquer au moins autant de points que son adversaire mais il sait aussi que ses propres gains sont fonction, non pas de son score personnel mais de celui de son adversaire.
Le challenger joue d'abord son questionnaire, comportant six questions, puis le champion joue le sien, lui-aussi composé de six questions. Tous deux choisissent leur mode de réponse pour chaque question. Les questions du champion sont corrigées au fur et à mesure puis celles du challenger ne le sont qu'à la fin de la manche. Le score maximum possible est de 30 points.
Si le score du challenger est inférieur ou égal à celui du champion, ce dernier garde son titre et empoche 100 € par point marqué par le challenger.
En revanche, si le challenger finit le Défi avec un score strictement supérieur à celui du champion, il remporte la manche. Vient alors la Négo : le champion propose une partie de sa cagnotte pour racheter son titre.
Deux scénarios sont possibles :
- si le challenger accepte la proposition du champion, ce dernier reste champion et le challenger repart avec son score en euros multiplié par 100, plus la somme proposée par le champion déduite de la cagnotte de celui-ci ;
- si le challenger décline la proposition, il devient le nouveau champion, sa cagnotte de départ étant son score en euros multiplié par 100. Le champion déchu quitte le jeu et repart avec tous ses gains.

Lorsque le champion en titre est dans l'impossibilité d'assister à l'émission suivante, il remporte l'intégralité de sa cagnotte et le dernier challenger qu'il a affronté le remplace.

##### Les cadeaux du champion
À certaines étapes de la progression du champion, des cadeaux lui sont remis :
- à 10, 30, 50 et 200 victoires, il remporte un voyage ;
- à 100 victoires, jusqu'à fin 2022 il remporte une voiture ; Mathieu (102 victoires) est le dernier à l'avoir gagnée. En 2023, la voiture est remplacée par un voyage. En novembre 2024, le voyage simple est remplacé par 15 000 € en voyages (première gagnante Isabelle qui a fini à 104 victoires)

##### Anecdotes
Lors de l’émission du 11 novembre 2023, le champion Blaise, vingt victoires, propose le thème du traité de Versailles à son challenger Fred et prend le thème de Robin Williams. Le résultat est un sans-faute pour les deux candidats, cinq réponses en cash avec vingt-cinq points au compteur pour chacun, une première depuis le début de l’émission.

## Émissions spéciales
Le 25 mars 2007, à l'occasion des cinquante ans de la signature du traité de Rome, une émission spéciale intitulée Toute l'Europe veut prendre sa place a été diffusée à 17 heures avec six candidats venant de différents pays d'Europe.
Le 6 septembre 2009 a lieu la millième. Lors de la deuxième manche, l'humoriste Christopher Demora et le chanteur Dave sont sur le plateau. Dave est le thème de la seconde manche.
Le 8 mars 2011 à 2014 et 2017 à 2022 et depuis 2024, à l'occasion de la Journée de la femme, l'émission n'a accueilli que des femmes comme challengers.
Le 14 novembre 2011, à l'occasion des 50 ans de Nagui, une émission spéciale se déroule. Pour l'animateur, cela semble se passer comme une émission normale mais il voit Dominique, le plus grand champion de l'époque, aux côtés de Magali qui est la championne en titre. En annonçant les noms des candidats, Nagui découvre qu'il s'agit de célébrités parmi ses amis.
Le 24 juillet 2012, pour la deux millième émission, une spéciale avec des anciens champions est organisée. Dominique Bréard, le plus grand champion de l'émission à ce moment-là, sort vainqueur face à Fabien le numéro 9 du moment (21-16), autre grand champion du jeu remportant 3 700 € pour l'association AFM Téléthon.
Les 24 décembre 2013 et 2016, le père Noël participe à l'émission. Il est éliminé dans la seconde manche[source secondaire souhaitée].
Le 2 mars 2014, à l'occasion de leur fête, les challengers sont des grands-mères. Danièle ravit sa place au champion, elle perd le 20 mars 2014 avec dix-huit victoires et 19 500 euros. D'autres éditions ont lieu les 4 mars 2018, 3 mars 2019, 1er mars 2020 et 6 mars 2022[pertinence contestée].
Le 21 mars 2014, Nagui dévoile le nouveau décor de l'émission accompagné de nouveaux génériques.
Le 24 juin 2015, à l'occasion de la trois millième émission, une spéciale est organisée[source secondaire souhaitée] avec des anciens champions : dans le fauteuil, Julien Jean, le plus grand champion de l'émission à ce moment-là, sort vainqueur (16-15) face à Mathieu, le numéro 5 du moment, l'association Le Refuge remportant 3 100 €[pertinence contestée].
Du 27 juin au 4 juillet 2016, l'émission fête ses dix ans. À cette occasion, les plus grands champions de l’émission durant cette période s'affrontent. Leurs gains sont reversés à des associations. Durant cette semaine anniversaire, une célébrité différente occupe chaque jour le fauteuil du champion : se succèdent dans le fauteuil Élodie Gossuin, François Berléand, Willy Rovelli, Anne Roumanoff, Guy Carlier, Patrick Chesnais et Michèle Bernier. Dominique Bréard, le numéro 2 à ce moment-là, est le vainqueur.
Le 21 juin 2017 à l'occasion de la Fête de la musique, les candidats sont six musiciens[source secondaire souhaitée].
Le 9 juin 2018, à l'occasion de la quatre millième émission, a lieu une spéciale avec des anciens champions : dans le fauteuil, Marie-Christine, le numéro 11 du moment avec le record de victoires sans négociation[pertinence contestée].
Le 26 septembre 2019, à la suite de l'annonce de la mort de Jacques Chirac, l'émission du jour est coupée à 12 h 25 pendant la diffusion de la chanson Je suis venu te dire que je m'en vais de Serge Gainsbourg pour laisser place à une édition spéciale. Incomplet lors de son horaire normal, l'épisode est rediffusé dans son intégralité dans la nuit du jeudi 26 au vendredi 27 septembre à 4 h 40 afin de conserver l'ordre chronologique et pour des raisons juridiques (attribution des gains).
Le mercredi 1er avril 2020, dans le cadre d'un poisson d'avril, Tout le monde veut prendre sa place et Les Z'amours devaient intervertir leurs animateurs. Bruno Guillon remplace Nagui à la présentation de l'émission mais Nagui ne put faire l'inverse en raison du confinement.
Du 17 au 31 mai 2020, des émissions spéciales en plein confinement sanitaire, dans le cadre des Masters de Champions 2020, le challenger et le champion doivent chacun d'entre eux répondre à huit questions au lieu des six questions habituelles et il y a 3 questions en première manche. De même que pour les autres émissions spéciales, chaque point marqué remporte 100 € pour une association, en l'occurrence pour la Fondation pour la recherche médicale ; le candidat ayant marqué le plus de points prend la place de champion pour l'émission suivante. Lionel qui remporte la première semaine des Masters. Pour la seconde semaine, c'est Estelle qui termine dans le fauteuil mais sur l'ensemble de cette somme, Mathieu a permis de faire gagner 10 700 €, il est le vainqueur de cette seconde semaine du Masters.
Le vendredi 4 août 2023, un best-of des deux années de Laurence Boccolini à la présentation est diffusé. Il est présenté par les grands champions de la période, avec la participation exceptionnelle de Jarry, son successeur, à la fin de l'émission.
Le dimanche 26 novembre 2023, à l'occasion de l'Eurovision Junior se déroulant à Nice, a lieu une émission spéciale avec les 6 derniers représentants français dans le concours.
Le samedi 17 mai 2025, à l'occasion de la finale de l'Eurovision le soir, les candidats sont des représentants de pays concourant : Espagne, France, Italie, Suisse, Royaume-Uni et Suède dont Minna a fini challenger.
A partir du dimanche 7 janvier 2024, ont parfois été diffusées des émissions spéciales avec des adolescents de 13 à 17 ans. Le champion en titre ne met pas sa place en jeu et l’argent cumulé par les deux concurrents est reversé à une association.

## Audience

### L'ère Nagui
L'émission affiche pour l'année 2007 une part de marché de 21,3 %.
En 2008, soit deux ans après sa création, Tout le monde veut prendre sa place réalise les meilleurs résultats d'audience de jeux de France 2 depuis 2000, année où Pyramide occupe la même tranche horaire.
Entre 2008 et 2009, Tout le monde veut prendre sa place bat à plusieurs reprises le jeu télévisé concurrent Attention à la marche !,. C'est le cas par exemple, du 16 au 19 mars 2009,,.
Le 8 avril 2009, l'émission bat son record d'audience en rassemblant 3 033 000 téléspectateurs pour 26,6 % de parts d'audience.
En juillet 2009, un autre record a été établi avec 29,5 % de part d'audience et plus de 2,5 millions de téléspectateurs.
Mi-2010, le jeu devance Les 12 coups de midi sur TF1, présenté par Jean-Luc Reichmann, avec 28,5 % de part d'audience.
Entre le 8 novembre 2010 et le 12 novembre 2010, le jeu a réalisé sa meilleure semaine depuis sa création en réunissant en moyenne 31,5 % du public, soit 3,50 millions de téléspectateurs.
Au dernier trimestre 2010, on constate que la meilleure audience, en termes de part de marché, est de 34 %. En termes de téléspectateurs, elle est de 4 550 000.
Le 16 juin 2018, en raison du match de football France-Australie diffusé à midi sur TF1, l'émission connaît sa plus faible audience en rassemblant 1 120 000 téléspectateurs pour 7 % de parts d'audience.
Ces performances ont contribué à la popularité du jeu et à la reconnaissance de Nagui en tant qu'animateur phare de cette tranche horaire.

### L'ère Laurence Boccolini
Le 9 août 2021, pour la première de Laurence Boccolini, le jeu enregistre son record d'audience depuis avril 2021 avec 1,85 million de téléspectateurs et 19 % de part de marché.
Après le départ de Nagui et son remplacement par Laurence Boccolini mais aussi de l'équipe d'Air Productions (réalisateurs compris), le jeu fait face à des érosions d'audience. La semaine entre le lundi 13 et le jeudi 16 décembre 2021, l'émission a attiré 1,42 million de téléspectateurs, soit 16 % du public contre 1,76 million de fidèles, soit près de 18 % de parts de marché la semaine du lundi 14 et le jeudi 17 décembre 2020. Sur la même période, les scores des 12 coups de midi sur TF1 tournent régulièrement autour de 30 à 35 % de part de marché sur les quatre ans et plus.
Le samedi 2 avril 2022, le jeu enregistre un score de 1,75 million de téléspectateurs et 17,1 % de part de marché, ce qui est proche du niveau record du samedi.
Dans un article du quotidien Le Parisien du 27 juin 2023, il est mentionné que l’âge moyen du téléspectateur de l’émission est de 64,2 ans et que les cibles commerciales ne sont pas atteintes, passant même cette année sous la barre des 10 % sur la cible commerciale, au point de se poser la question de l'avenir de la formule actuelle du programme.

### L'ère Jarry
Le 5 août 2023, pour la première de Jarry, le jeu a fédéré 1,64 million de téléspectateurs, soit 18,4 % de parts d'audience.
Le 12 août 2023, le match de la coupe du monde féminine opposant la France à l’Australie a permis au jeu de s'offrir sa meilleure audience depuis près de 3 ans avec 2,22 millions de téléspectateurs et 22,2 % de parts de marché.

### L'ère Cyril Féraud
Depuis sa reprise le 9 septembre 2024, Tout le monde veut prendre sa place a connu une progression notable. Entre le 9 septembre et le 8 novembre 2024, le jeu a rassemblé en moyenne 1,65 million de téléspectateurs, représentant 19,8 % du public. Cette performance est légèrement supérieure à celle de son prédécesseur Jarry, qui atteint 1,6 million de téléspectateurs et 19,6 % de part d'audience durant la même période en 2023.
Plus récemment, le 15 mars 2025, l'émission a célébré le quarantième anniversaire de Cyril Féraud ce qui propulse l'audience. L'épisode réunit 2,07 millions de téléspectateurs, correspondant à 21,09 % de part d'audience.
Ces chiffres illustrent la capacité de Cyril Féraud à dynamiser l'émission, rapprochant les scores à ceux des 12 coups de midi animé par Jean-Luc Reichmann sur TF1 qui ont atteint 2,91 millions de téléspectateurs et 36,6 % de part d'audience entre le 9 septembre et le 8 novembre 2024.

## Popularité
Le quotidien 20 minutes classe l'émission comme étant dans le « top 5 des meilleurs lancements 2008 ».
En juin 2011, les 120 000 internautes du site OZAP classent Tout le monde veut prendre sa place comme le jeu de la saison, avec 29,4 % des voix. Le jeu arrive très largement en tête du classement. Le jeu obtient la même récompense en 2013.

## Divers
En 2019, l'ancien tueur en série, François Vérove (surnommé Le Grêlé), participe en tant que candidat à l'émission (émission diffusée le 13 mai 2019).

## Récapitulatif des Masters et autres émissions spéciales avec les Champions
- Si vous ne connaissez pas le sujet, laissez ce bandeau (vous pouvez alors contacter les auteurs).
- Si vous supprimez le contenu mis en cause (vous pouvez préalablement contacter les auteurs),

argumentez précisément cette suppression dans la page de discussion
(un manque de référence n'est pas un argument ; une recherche réelle de référence doit avoir été effectuée, être formellement documentée).
| Titre                                       | Titre                                       | Participants | Date                      | Gains    | Vainqueur                 | Association                          |
| ------------------------------------------- | ------------------------------------------- | --- | ------------------------- | -------- | ------------------------- | ------------------------------------ |
| Spéciale 500e                               | Spéciale 500e                               | Virginie (16 victoires), Stéphane (14 victoires), Wattie (13 victoires), Pascal (11 victoires), Chantal (10 victoires) et Laurence (6 victoires)                                           | 6 mars 2008               | 27 200 € | Mathieu (20 victoires)    | Aucun ou inconnu                     |
| Spéciale 1000e                              | Spéciale 1000e                              | Dave | 6 septembre 2009          | 47 100 € | Estelle (34 victoires)    | Pas d'associations                   |
| Le 50e anniversaire de Nagui                | Le 50e anniversaire de Nagui                | Dominique (150 victoires), Bruno Solo, Isabelle Vitari, Frédéric Amico, Hélène de Fourgerolles, Bénabar, Delphine McCarty                                                                  | 14 novembre 2011          | 2 400 €  | Bruno Solo                | La Voix de l'enfant                  |
| Spéciale 2000e                              | Spéciale 2000e                              | Dominique (150 victoires), Christophe (130 victoires), Françoise (78 victoires) Valérie (52 victoires), Magali (45 victoires), Estelle (44 victoires) et Fabien (42 victoires)             | 24 juillet 2012           | 3 700 €  | Dominique (150 victoires) | AFM Téléthon                         |
| Spéciale 3000e                              | Spéciale 3000e                              | Julien (152 victoires), Dominique (150 victoires), Christophe (130 victoires), Françoise (78 victoires), Mathieu (73 victoires), Valérie (52 victoires) et Magali (42 victoires)           | 24 juin 2015              | 3 100 €  | Julien (152 victoires)    | Le Refuge                            |
| Le Trophée des Champions spécial 10 ans     | Épisode 1                                   | Élodie Gossuin, Julien (152 victoires), Julien (67 victoires), Magali (42 victoires), Estelle (26 victoires), Bertrand (18 victoires) et Stéphane (16 victoires)                           | 27 juin au 4 juillet 2016 | 3 600 €  | Dominique (150 victoires) | AFM Téléthon                         |
| Le Trophée des Champions spécial 10 ans     | Épisode 2                                   | François Berléand, Christophe (130 victoires), Magali (45 victoires), Perig (38 victoires), Jean-Pierre (25 victoires), Guillaume (17 victoires) et Véronique (16 victoires)               | 27 juin au 4 juillet 2016 | 3 600 €  | Dominique (150 victoires) | AFM Téléthon                         |
| Le Trophée des Champions spécial 10 ans     | Épisode 3                                   | Willy Rovelli, Mathieu (73 victoires), Laurent (43 victoires), Fabien (42 victoires), Sandra (19 victoires), Chrystelle (15 victoires) et Stéphane (14 victoires)                          | 27 juin au 4 juillet 2016 | 3 600 €  | Dominique (150 victoires) | AFM Téléthon                         |
| Le Trophée des Champions spécial 10 ans     | Épisode 4                                   | Anne Roumanoff, Stéphane (110 victoires), Estelle (44 victoires), Hervé (38 victoires), Sylvain (29 victoires), Frédéric (18 victoires) et Virginie (16 victoires)                         | 27 juin au 4 juillet 2016 | 3 600 €  | Dominique (150 victoires) | AFM Téléthon                         |
| Le Trophée des Champions spécial 10 ans     | Épisode 5                                   | Guy Carlier, Françoise (78 victoires), Nicolas (60 victoires), Céline (42 victoires), Serge (31 victoires), Julien (19 victoires) et Stéphane (15 victoires)                               | 27 juin au 4 juillet 2016 | 3 600 €  | Dominique (150 victoires) | AFM Téléthon                         |
| Le Trophée des Champions spécial 10 ans     | Épisode 6                                   | Patrick Chesnais, Dominique (150 victoires), Valérie (52 victoires), Daniel (35 victoires), Adolphe (25 victoires), Jean-Damien (16 victoires) et Caroline (16 victoires)                  | 27 juin au 4 juillet 2016 | 3 600 €  | Dominique (150 victoires) | AFM Téléthon                         |
| Le Trophée des Champions spécial 10 ans     | Épisode 7 (finale)                          | Michèle Bernier, Dominique (150 victoires), Magali (45 victoires), Estelle (44 victoires), Serge (31 victoires), Sandra(19 victoires) et Bertrand (18 victoires)                           | 27 juin au 4 juillet 2016 | 3 600 €  | Dominique (150 victoires) | AFM Téléthon                         |
| Spéciale 4000e                              | Spéciale 4000e                              | Marie-Christine (213 victoires), Julien (152 victoires), Dominique (150 victoires), Stéphane (139 victoires), Enzo (138 victoires), Christophe (130 victoires) et Françoise (78 victoires) | 8 juin 2018               | 1 500 €  | Stéphane (139 victoires)  | CéKeDuBonheur                        |
| Masters des Champions 2020                  | 1re semaine                                 | Marie-Christine (213 victoires), Christophe (130 victoires), Jean-Michel (124 victoires), Lionel (74 victoires), Magali (45 victoires), Perig (38 victoires) et Hélène (22 victoires)      | 18 au 24 mai 2020         | 68 100 € | Lionel (74 victoires)     | Fondation pour la recherche médicale |
| Masters des Champions 2020                  | 2e semaine                                  | Dominique (150 victoires), Sandrine (142 victoires), Mathieu (73 victoires), Estelle (44 victoires), Fabien (42 victoires), Adolphe (25 victoires) et Virginie (16 victoires)              | 25 au 31 mai 2020         | 68 100 € | Mathieu (73 victoires)    | Fondation pour la recherche médicale |
| Spéciale 5000e                              | Spéciale 5000e                              | Marie-Christine (213 victoires), Julien (152 victoires), Dominique (150 victoires), Sandrine (142 victoires), Stéphane (139 victoires), Enzo (138 victoires) et Christophe (130 victoires) | 23 mai 2021               | 2 800 €  | Dominique (150 victoires) | Le Refuge                            |
| Spéciale 6000e                              | Spéciale 6000e                              | Francis Perrin, Yasmine Oughlis, La Big Bertha, Fred Musa, Jeanfi Janssens, Liane Foly et Blaise (76 victoires)                                                                            | 20 mai 2024               | 4 100 €  | Liane Foly                | Le Rire médecin                      |
| Le Retour des Champions                     | Épisode 1                                   | Marie-Christine (213 victoires), Enzo (138 victoires), Isabelle (104 victoires), Mickaël (81 victoires), Françoise (78 victoires), Blaise (76 victoires) et Samuel (74 victoires)          | 23 décembre 2024          | 9 600 €  | Isabelle (104 victoires)  | Les Lutins du Phœnix                 |
| Le Retour des Champions                     | Épisode 2                                   | Sandrine (142 victoires), Stéphane (139 victoires), Christophe (130 victoires), Sébastien (113 victoires), Isabelle (109 victoires), Isabelle (104 victoires) et Mathieu (102 victoires)   | 24 décembre 2024          | 9 600 €  | Isabelle (104 victoires)  | Les Lutins du Phœnix                 |
| Le quarantième anniversaire de Cyril Féraud | Le quarantième anniversaire de Cyril Féraud | Joël (51 victoires), Caroline Margeridon, Willy Rovelli, Léa Salamé, Laurent Luyat, Élodie Gossuin et Bruno Solo                                                                           | 15 mars 2025              | 4 100 €  | Laurent Luyat             | Institut Curie                       |

## Classement des champions
| Légende | Champions respectivement classés 1er, 2e et 3e | en cours : champion actuel |

Sont répertoriés les trente plus grands champions de l'histoire du jeu en nombre de victoires, ainsi que leur gain, leurs cadeaux, le nombre de défaites, les dates de début et de fin de leur participation. Le classement est fait par le nombre de victoires puis par la somme remportée. Les records sont en gras. La ligne du champion en cours est en bleu. Le tableau se base sur les dates en France, dernière diffusion de la journée pour chaque émission qui se termine à 12 h 50.
| Rang               | Candidat        | Victoires | Gains                            | Défaites | Début             | Fin               |
| ------------------ | --------------- | --------- | -------------------------------- | -------- | ----------------- | ----------------- |
| Médaille d'or      | Marie-Christine | 213       | 196 900 € 4 voyages et 1 voiture | 5        | 14 avril 2018     | 3 décembre 2018   |
| Médaille d'argent  | Joël            | 173       | 159 800 € 3 voyages              | 6        | 22 janvier 2025   | 12 août 2025      |
| Médaille de bronze | Julien          | 152       | 154 000 € 3 voyages et 1 voiture | 4        | 12 juin 2013      | 22 novembre 2013  |
| 4                  | Dominique       | 150       | 160 000 € 3 voyages et 1 voiture | 4        | 17 juin 2010      | 26 novembre 2010  |
| 5                  | Sandrine        | 142       | 144 400 € 3 voyages et 1 voiture | 2        | 3 novembre 2019   | 28 mars 2020      |
| 6                  | Stéphane        | 139       | 117 300 € 3 voyages et 1 voiture | 4        | 5 mars 2016       | 24 août 2016      |
| 7                  | Enzo            | 138       | 132 200 € 3 voyages et 1 voiture | 6        | 6 avril 2017      | 14 septembre 2017 |
| 8                  | Christophe      | 130       | 157 700 € 3 voyages et 1 voiture | 3        | 27 janvier 2010   | 10 juin 2010      |
| 9                  | Jean-Michel     | 124       | 105 300 € 3 voyages et 1 voiture | 4        | 4 février 2019    | 13 juin 2019      |
| 10                 | Sébastien       | 113       | 98 900 € 4 voyages               | 1        | 21 décembre 2022  | 20 avril 2023     |
| 11                 | Isabelle        | 109       | 104 700 € 3 voyages et 1 voiture | 3        | 26 octobre 2021   | 6 mars 2022       |
| 12                 | Isabelle        | 104       | 121 700 € 3 voyages              | 2        | 31 mai 2024       | 12 novembre 2024  |
| 13                 | Mathieu         | 102       | 77 300 € 3 voyages et 1 voiture  | 5        | 7 mai 2022        | 6 septembre 2022  |
| 14                 | Mickaël         | 81        | 72 600 € 3 voyages               | 4        | 18 juin 2020      | 20 septembre 2020 |
| 15                 | Françoise       | 78        | 71 700 € 3 voyages               | 5        | 8 janvier 2012    | 30 mars 2012      |
| 16                 | Blaise          | 76        | 67 000 € 3 voyages               | 2        | 21 octobre 2023   | 11 janvier 2024   |
| 17                 | Lionel          | 74        | 63 500 € 3 voyages               | 4        | 14 septembre 2017 | 1er décembre 2017 |
| 18                 | Samuel          | 74        | 61 900 € 3 voyages               | 2        | 8 juin 2021       | 17 septembre 2021 |
| 19                 | Mathieu         | 73        | 93 500 € 3 voyages               | 2        | 13 février 2008   | 10 mai 2008       |
| 20                 | Arnaud          | 71        | 51 700 € 3 voyages               | 4        | 20 avril 2023     | 6 juillet 2023    |
| 21                 | Julien          | 67        | 65 900 € 3 voyages               | 2        | 11 juin 2012      | 8 septembre 2012  |
| 22                 | Hugues          | 66        | 79 900 € 3 voyages               | 3        | 14 novembre 2020  | 24 janvier 2021   |
| 23                 | Nicolas         | 60        | 77 700 € 3 voyages               | 2        | 28 octobre 2008   | 31 décembre 2008  |
| 24                 | Valérie         | 52        | 60 600 € 3 voyages               | 2        | 2 février 2009    | 27 mars 2009      |
| 25                 | Magali          | 45        | 48 600 € 2 voyages               | 1        | 7 novembre 2011   | 24 décembre 2011  |
| 26                 | Estelle         | 44        | 60 800 € 2 voyages               | 1        | 2 août 2009       | 18 septembre 2009 |
| 27                 | Aurélien        | 44        | 30 700 € 2 voyages               | 6        | 2 mars 2024       | 27 avril 2024     |
| 28                 | Laurent         | 43        | 42 400 € 2 voyages               | 3        | 23 août 2015      | 9 octobre 2015    |
| 29                 | Fabien          | 42        | 47 600 € 2 voyages               | 2        | 3 juin 2009       | 21 juillet 2009   |
| 30                 | Céline          | 42        | 41 000 € 2 voyages               | 3        | 24 novembre 2013  | 11 janvier 2014   |

## Identité graphique et sonore

Logos
Logo de l'émission du 3 juillet 2006 au 20 mars 2014.
Logo de l'émission du 21 mars 2014 au 22 juillet 2021.
Logo de l'émission du 9 août 2021 au 8 octobre 2023.
Logo de l'émission depuis le 9 octobre 2023.
Logo alternatif de l'émission depuis le 9 septembre 2024.

Après un nouveau générique le 9 octobre 2023, c’est l’habillage sonore de l’émission qui a été changé dès l’émission du 16 novembre 2023 alternant avec le classique.

## Versions étrangères
Le concept du jeu a été racheté aux États-Unis par Michael Davies, producteur de Qui veut gagner des millions ? et de Power Of Ten. Il a également été vendu au Royaume-Uni, sous le nom de « Hold on to your seat!» (« Accrochez-vous à votre siège ») et présenté par Greg Scott, ainsi qu'au Canada, en Espagne, en Australie, en Turquie[réf. nécessaire], en Chine, en Ukraine et au Japon en 2012. Au Japon, où le jeu rencontre le même succès qu'en France, il est présenté par le comédien Tomomitsu Yamaguchi (en) et par Tôko Takeuchi, sous le titre Renzoku quiz Hold on! (連続クイズ ホールドオン!, Renzoku kuizu Hôrudo on, lit. Hold on! Les Quiz en série).
| Pays        | Nom de l'émission                                 | Présentateur                         | Chaîne           | Première diffusion | Dernière diffusion |
| ----------- | ------------------------------------------------- | ------------------------------------ | ---------------- | ------------------ | ------------------ |
| Royaume-Uni | Hold on to your seat!                             | Greg Scott                           | -                | pilote 2010        | pilote 2017        |
| Ukraine     | Втриматись у кріслі Vtrimatis' u krisli           | Hryhoriy Herman                      | ICTV             | 4 janvier 2012     | 16 mars 2012       |
| Japon       | 連続クイズ ホールドオン! Renzoku kuizu Hôrudo on! | Tomomitsu Yamaguchi et Tôko Takeuchi | NHK              | 5 avril 2012       | 20 mars 2014       |
| Algérie     | لعبتك ديما معانا Laeibatuk dima maeanan           | Yasmeen Saouda                       | El Djazairia One | 20 juin 2018       | 23 août 2021       |
| Espagne     | Agárrate al sillón                                | Eugeni Alemany                       | Telecinco        | 13 juillet 2025    | En cours           |

## Adaptation sur d'autres supports

### Jeu en ligne
Le jeu en ligne, lancé à l'automne 2007, permet de jouer contre des adversaires, lesquels sont choisis parmi une base de candidats ayant déjà répondu aux questions. Il est, tout comme la version télévisée, composé de 3 phases : « les Qualifs », « la Compét' » et « le Défi ». Contrairement au jeu télévisé, la question subsidiaire est attribuée aléatoirement à la fin de la phase « Compet' » et la rapidité des réponses détermine les qualifications en cas d'égalité de points. Comme pour le jeu télévisé, les fautes d'orthographe ne pénalisent pas le candidat. Chaque candidat a une partie gratuite par jour et des parties bonus lors de l'inscription et en cas de victoire dans un défi, toute autre partie étant payante.
L'internaute, une fois qu'il a gagné sa partie, passe alors par différents grades de champions, par ordre croissant : champion de chocolat, champion de plume, champion de bronze, champion d'argent, champion d'or, champion de diamant puis superchampion (qui peut gagner jusqu'à 3 000 euros).
Au mois de mai 2010, le jeu en ligne et son équivalent pour Questions pour un champion comptaient à eux deux plus de 10 millions de visites et le nombre total d'inscrits pour Tout le monde veut prendre sa place s'élève à 4,3 millions.
Plusieurs centaines de nouvelles questions sont ajoutées chaque mois, pour éviter qu'un candidat assidu ne soit bloqué s'il a déjà répondu à tout et les internautes peuvent aussi proposer des questions.
Le jeu en ligne est supprimé le 24 avril 2017. Une version semblable est disponible depuis sur mobile et tablette.

### Jeu de société
En 2007, Lansay édite un jeu de société basé sur l'émission, qui peut se jouer de deux à sept joueurs à partir de 8 ans.

### Application mobile
Une application de l'émission est sortie le 28 septembre 2015, disponible sur iOS et Android.